# Morag Bellingham
Morag Stewart (apellido de soltera Stewart, previamente: Buckton y Bellingham) es un personaje ficticio de la serie de televisión australiana Home and Away, interpretado por la actriz Cornelia Frances de 1988 a 1989, en 1993, del 2001 al 2008 y en el 2009. En noviembre de 2010 se anunció que Cornelia regresaría el próximo año a la serie. A principios del 2011 Cornelia apareció de nuevo en la serie y su última aparición fue el 29 de julio del mismo año. El 25 de enero de 2012 regresó brevemente para el funeral de Charlie Buckton y después se fue, Cornelia regresó a la serie en marzo del mismo año y se fue el 6 del mismo mes y año. Más tarde regresó nuevamente en noviembre del 2012 y se fue el 24 de enero de 2013. Cornelia regresó a la serie en el 2016 y nuevamente en el 2017 siendo su última aparición el 27 de abril del mismo año.

## Antecedentes
Morag es la hermana de Alf Stewart, Celia Stewart, Debra Stewart, Barbara Stewart y media hermana de Colleen Stewart. 

## Biografía
En el 2008 por fin Morag encontró el verdadero amor con el retirado detective Ross Buckton, padre de Charlie y abuelo de Ruby, la pareja se casó poco después en presencia de familiares y amigos. Poco después la pareja se fue de Summer Bay para que Ross obtuviera un tratamiento para su enfermedad.
A principios del 2011 Morag regresó a la bahía para realizar una ceremonia para su esposo Ross Buckton, quien murió después de perder su batalla contra el Alzheimer, a su regreso comenzó a defender a su hermano, Alf quien se encontraba acusado del asesinato de Penn Graham. Después de solucionar el problema Morag decidió irse de la bahía.
En el 2012 Morag regresó a la bahía para el funeral del funeral de su hijastra, Charlie Buckton. Ese mismo año en marzo del mismo año regresó para ayudar a Sid Walker cuya hija Sasha Bezmel está acusada del asesinato de su agresivo exnovio Stu Henderson. Más tarde ese mismo año ayudó a Ruby Buckton cuando esta es detenida en el aeropuerto con una bolsa de mariguana. Morag regresó a la bahía en noviembre del mismo año para asistir a la boda de su sobrina Ruth Stewart y se fue nuevamente el 24 de enero de 2013.